# 16148 Amaraifeji
16148 Amaraifeji este o planetă minoră (asteroid), cu un diametru de 5,89 km, din centura de asteroizi. A fost descoperită pe 12 decembrie 1999 la Experimental Test Site⁠(d) de Lincoln Near-Earth Asteroid Research. 
Obiectul prezintă o orbită caracterizată de o semiaxă mare de 2,791729 UAi, o excentricitate de 0,1, o înclinație de 8,20621 ° în raport cu ecliptica.